# Saint-Gérand-de-Vaux
 Saint-Gérand-de-Vaux  là một xã ở tỉnh Allier thuộc miền trung nước Pháp.